# USS Begor (APD-127)
USS Begor (APD-127/LPR-127) là một tàu vận chuyển cao tốc lớp Crosley, nguyên được cải biến từ chiếc DE-711, một tàu hộ tống khu trục lớp Rudderow, và đã phục vụ cùng Hải quân Hoa Kỳ trong Chiến tranh Thế giới thứ hai. Nó là chiếc tàu chiến duy nhất của Hải quân Hoa Kỳ được đặt cái tên này, theo tên Trung úy Hải quân Fay Broughton Begor (1916-1942), Bác sĩ quân y từng phục vụ cùng Mặt trận Tây Nam Thái Bình Dương, đã tử thương tại Lae, New Guinea vào ngày 9 tháng 9, 1943 và được truy tặng Huân chương Chữ thập Hải quân. Nó đã phục vụ cho đến khi Thế Chiến II kết thúc, rồi tiếp tục phục vụ trong cuộc Chiến tranh Triều Tiên và giai đoạn tiếp theo, cho đến khi xuất biên chế vào năm 1959. Con tàu được huy động trở lại để phục vụ một thời gian ngắn từ năm 1961 đến năm 1962, được xếp lại lớp như là chiếc LPR-127, và cuối cùng bị bán để tháo dỡ vào năm 1976. Begor được tặng thưởng năm Ngôi sao Chiến trận do thành tích phục vụ trong Chiến tranh Triều Tiên.

## Thiết kế và chế tạo
Thiết kế của lớp Crosley dựa trên việc cải biến lớp tàu hộ tống khu trục Rudderow. Cấu trúc thượng tầng con tàu được mở rộng, đồng thời tháo dỡ bớt vũ khí trang bị để lấy chỗ bố trí nơi nghỉ cho 162 binh lính được vận chuyển cùng khoảng 40 tấn trang bị. Hệ thống động lực tương tự như với các lớp Buckley và Rudderow; là kiểu động cơ turbine-điện General Electric, cung cấp điện năng cho mô-tơ điện để dẫn động hai trục chân vịt.
Dàn vũ khí được giữ lại bao gồm một khẩu pháo 5 inch (130 mm)/38 cal bố trí một phía trước mũi; ba khẩu đội pháo phòng không Bofors 40 mm nòng đôi và sáu pháo phòng không Oerlikon 20 mm; vũ khí chống ngầm gồm hai đường ray Mk. 9 để thả mìn sâu. Thủy thủ đoàn đầy đủ bao gồm 15 sĩ quan và 168 thủy thủ; và con tàu được bố trí tiện nghi để vận chuyển 12 sĩ quan cùng 150 binh lính đổ bộ.
Begor được đặt lườn như là chiếc DE-711 tại xưởng tàu của hãng Defoe Shipbuilding Co. ở Bay City, Michigan vào ngày 6 tháng 3, 1944. Nó được hạ thủy vào ngày 25 tháng 5, 1944, được đỡ đầu bởi bà Katherine A. Begor, vợ góa của Trung úy Bác sĩ Begor. Đang khi được hoàn thiện, con tàu được xếp lại lớp như một tàu vận chuyển cao tốc vào ngày 17 tháng 7, 1944, mang ký hiệu lườn mới APD-127, và nhập biên chế cùng Hải quân Hoa Kỳ vào ngày 14 tháng 3, 1945 dưới quyền chỉ huy của Hạm trưởng, Thiếu tá Hải quân Benjamin T. Brooks.

## Lịch sử hoạt động

### Thế Chiến II
Được phân về Hạm đội Thái Bình Dương, Begor rời vùng bờ Đông, băng qua kênh đào Panama và đi đến Trân Châu Cảng vào ngày 30 tháng 5, 1945. Sau khi được huấn luyện đổ bộ tại vùng biển Hawaii, con tàu hộ tống các đoàn tàu vận tải đi lại giữa các quần đảo Marshall, Caroline và Philippine từ tháng 6 đến tháng 8, và đang trong hành trình hướng sang quần đảo Mariana, nhưng vẫn đang trên đường đi khi Nhật Bản chấp nhận đầu hàng vào ngày 15 tháng 8, 1945, giúp chấm dứt vĩnh viễn cuộc xung đột.
Đi đến Guam vào ngày 17 tháng 8, Begor khởi hành ba ngày sau đó cùng với Đội phá hoại dưới nước (UDT: Underwater Demolition Team) 21 trên tàu, gia nhập Đệ Tam hạm đội để làm nhiệm vụ chiếm đóng. Sau khi đi đến vịnh Sagami vào ngày 27 tháng 8, những người nhái thuộc Đội UDT-21 bắt đầu trinh sát dưới nước từ ngày 30 tháng 8, phá hủy các chướng ngại vật nhằm chuẩn bị cho việc đổ bộ của lực lượng chiếm đóng. Nó chuyển đến Căn cứ Hải quân Yokosuka để giúp vào việc giải giới các tàu chiến cũ của Hải quân Đế quốc Nhật Bản tại đây, cũng như khảo sát các phương tiện cảng. Nó lên đường vào ngày 25 tháng 9 để quay trở về Hoa Kỳ, về đến San Diego, California vào ngày 21 tháng 10.

### 1945 - 1949
Begor hoạt động huấn luyện và bảo trì thường lệ tại vùng bờ Tây cho đến tháng 6, 1946, khi nó lên đường đi sang đảo Bikini tại quần đảo Marshall, để hoạt động như tàu điều khiển thiết bị không người lái trong Chiến dịch Crossroads nhằm thử nghiệm bom nguyên tử. Quay trở về vào tháng 10, nó tiếp tục các hoạt động thường lệ trong thời bình dọc theo vùng bờ Tây, và từng thực hiện hai lượt phục vụ tại khu vực Tây Thái Bình Dương từ tháng 7, 1947 đến tháng 2, 1948, và từ tháng 8 đến tháng 12, 1949.

### Chiến tranh Triều Tiên

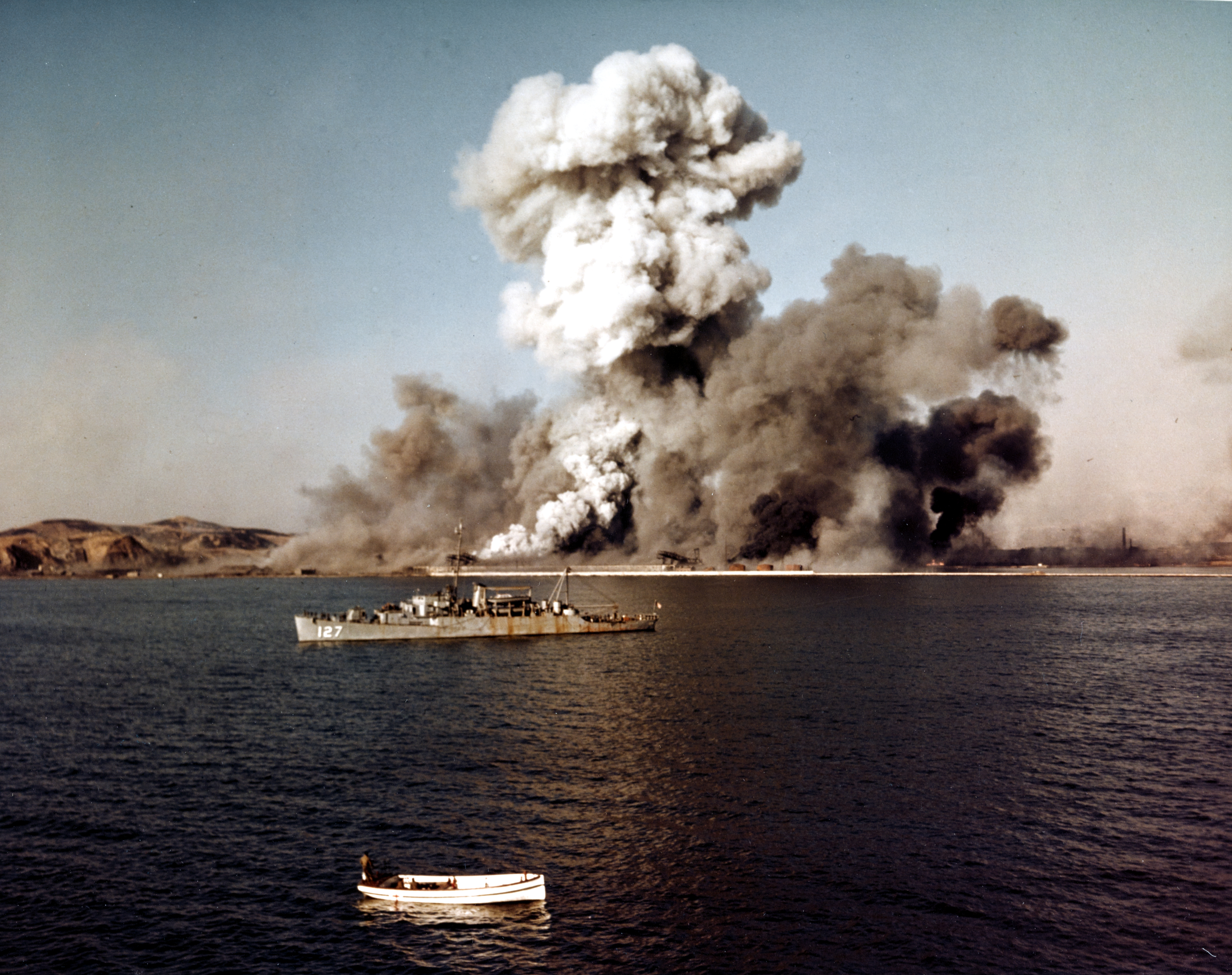
Begor (phía trước) ngoài khơi Hŭngnam, Bắc Triều Tiên, lúc đang phá hủy các cơ sở và tiếp liệu của lực lượng Liên Hiệp Quốc tại Hungnam vào ngày 24 tháng 12 năm 1950, ngày cuối cùng của cuộc triệt thoái lực lượng Liên Hiệp Quốc khỏi Hungnam trong cuộc Chiến tranh Triều Tiên.

Sau khi Chiến tranh Triều Tiên bùng nổ vào ngày 25 tháng 6, 1950, Begor có lượt phục vụ thứ nhất trong cuộc xung đột này từ ngày 7 tháng 12, 1950 đến tháng 9, 1951. Từ ngày 9 đến ngày 24 tháng 12, 1950, nó tham gia cuộc triệt thoái khỏi Hŭngnam, rồi cho đổ bộ các đội UDT và lực lượng biệt kích Commando Anh lên hậu tuyến của đối phương cho những nhiệm vụ trinh sát và phá hoại. Đến ngày 7 tháng 4, 1951, trong thành phần Lực lượng Đặc nhiệm 74, nó cùng tàu tuần dương hạng nặng Saint Paul (CA-73), các tàu khu trục Wallace L. Lind (DD-703) và Massey (DD-778), cùng tàu đốc đổ bộ Fort Marion (LSD-22) tiến hành các cuộc đột kích do 250 binh lính thuộc Đội Commando 41 thực hiện nhắm vào các tuyến đường sắt và đường hầm. Kết quả của các cuộc đột kích này làm giảm khả năng tiếp tế của đối phương, buộc họ phải chuyển công việc sửa chữa đường sắt sang ban đêm và cất giấu đầu máy xe lửa trong đường hầm vào ban ngày.
Lượt phục vụ thứ hai của Begor, kéo dài từ ngày 14 tháng 11, 1952 đến ngày 12 tháng 8, 1953, bao gồm các chuyến tuần tra và các hoạt động phá hoại của các đội UDT. Sau khi đạt được thỏa thuận ngừng bắn, nó tham gia Chiến dịch Big Switch nhằm trao đổi tù binh giữa các bên tham chiến.

### 1954 - 1962
Sau đó Begor luân phiên các hoạt động huấn luyện và bảo trì thường lệ trong thời bình dọc theo vùng bờ Tây với các lượt phục vụ tại Viễn Đông. Trong chuyến đi kéo dài từ tháng 7, 1954 đến tháng 3, 1955, nó đã tham gia vào Chiến dịch Con đường đến Tự do (Passage to Freedom) nhằm vận chuyển người di cư từ Bắc Việt Nam vào Nam Việt Nam từ ngày 16 tháng 8 đến ngày 30 tháng 9, 1954.
Begor được cho xuất biên chế tại San Diego vào ngày 20 tháng 7, 1959 và được đưa về thành phần dự bị. Con tàu được đưa trở lại biên chế một giai đoạn ngắn từ ngày 20 tháng 11, 1961 đến ngày 13 tháng 7, 1962, vào lúc xảy ra vụ Khủng hoảng tên lửa Cuba. Nó được xếp lại lớp vào ngày 1 tháng 1, 1969 như một "tàu vận chuyển đổ bộ, nhỏ" với ký hiệu lườn LPR-127, nhưng tiếp tục bị bỏ không trong thành phần dự bị. Tên nó được cho rút khỏi danh sách Đăng bạ Hải quân vào ngày 15 tháng 5, 1975, và con tàu bị bán cho hãng National Metal and Steel Corporation tại Terminal Island, California vào ngày 6 tháng 12, 1976 để tháo dỡ.

## Phần thưởng
Begor được tặng thưởng năm Ngôi sao Chiến trận do thành tích phục vụ trong cuộc Chiến tranh Triều Tiên.
|  |  |             |
|  |  |             |
|  |  | Silver star |
|  |  |             |

| Huân chương Phục vụ Trung Hoa (mở rộng)        |                                               |                                                                   |
| Huân chương Chiến dịch Hoa Kỳ                  | Huân chương Chiến dịch Châu Á-Thái Bình Dương | Huân chương Chiến thắng Thế Chiến II                              |
| Huân chương Phục vụ Chiếm đóng Hải quân        | Huân chương Phục vụ Phòng vệ Quốc gia         | Huân chương Phục vụ Triều Tiên với 5 Ngôi sao Chiến trận          |
| Huân chương Giải phóng Philippine (Philippine) | Huân chương Liên Hiệp Quốc Phục vụ Triều Tiên | Huân chương Phục vụ Chiến tranh Triều Tiên (Hàn Quốc) (truy tặng) |